# Lena Philipsson Show
Lena Philipsson Show var en show av Lena Philipsson, spelades i Stockholm och på Rondo i Göteborg 2002-2003. I samband med showen reste Lena Philipsson 2003 på turné i Sverige, till Malmö, Kalmar, Halmstad, Linköping, Östersund, Umeå, Piteå, Sundsvall, Falun, Gävle, Örebro, Norrköping, Västerås, Jönköping, Karlstad och Skövde.

## Låtlista
1. Dansa i neon
2. My Name/Mitt Namn
3. Spell of Love
4. Knock on Wood
5. Lady Star
6. Why
7. Månsken i augusti
8. Bästa vänner
9. I Believe In Miracles
10. Stjärnorna
11. Jag känner (Ti sento)

### Fotnoter
1. ↑  Kai Martin (25 september 2003). ”Lena siktar på comeback i SM”. Expressen. http://www.expressen.se/gt/lena-siktar-pa-comeback-i-sm/. Läst 2 mars 2016.